# Karl Wilhelm Verhoeff
Karl (of Carl) Wilhelm Verhoeff (25 november 1867 - 6 december 1944) was een Duitse myriapodoloog en entomoloog, gespecialiseerd in myriapoda (miljoenpoten, duizendpoten en aanverwante soorten) evenals pissebedden, en in mindere mate insecten. 

## Biografie
Karl W. Verhoeff werd geboren op 25 november 1867 in Soest in Noordrijn-Westfalen, Duitsland, de zoon van de apotheker Karl M. Verhoeff en zijn vrouw Mathilde. Hij voltooide zijn Abitur-examen in Soest in 1889 en voltooide zijn proefschrift in zoölogie in Bonn in 1893. In 1902 trouwde hij met Marie Kringer, die in 1937 stierf tijdens een operatie. Het huwelijk bracht drie kinderen voort, twee dochters en een zoon, de zoon stierf in 1942 aan het Russische front. 
Hij werkte kort (1900–1905) bij het Museum für Naturkunde in Berlijn, maar voor de rest van zijn carrière werkte hij privé. Verhoeff heeft een aantal trips ondernomen om exemplaren te verzamelen, waaronder bezoeken aan de Franse Rivièra, Roemenië en Bulgarije door Bosnië en Griekenland. Sommige van deze reizen werden gefinancierd door de Pruisische Academie van Wetenschappen. Hij financierde zichzelf gedeeltelijk door zijn collecties te verkopen, waarbij München en Berlijn grote hoeveelheden van zijn materiaal bewaarden. 
Verhoeff was samen met Ralph Vary Chamberlin en Carl Attems een van de drie meest productieve auteurs van de duizendpotigen in de geschiedenis. Hij beschreef duizenden taxa waaronder meer dan duizend soorten duizendpoten alleen. De compilatie van Gisela Mauermayer uit 1962 bevat 670 wetenschappelijke werken van Verhoeff, waaronder belangrijke bijdragen aan de serie Klassen und Ordnungen des Tierreichs.
Taxonomen in die tijd waardeerden zijn vroege, baanbrekende werk aan Dermaptera niet, vooral vanwege zijn obscure uitdrukkingen en schaarste aan illustraties en uitleg, maar zijn prestaties in deze groep - evenals in Diplopoda en Chilognatha - werden later erkend.
Verhoeffs botanisch werk had betrekking op interacties tussen planten en insecten.
Verhoeff ontving tegen het einde van zijn leven een aantal prijzen, waaronder de zilveren Leibniz-medaille van de Pruisische Academie van Wetenschappen (1933), de Preis & Plakette  van de August Forel Foundation (1942) en een Doktor Diplom van de Universiteit van Bonn ter gelegenheid van de 50ste verjaardag van zijn proefschrift (1943). In 1942, kort voor zijn 75e verjaardag, werd hij gekozen in de Duitse Academie van Wetenschappen Leopoldina. Hij stierf in München door verwondingen opgelopen tijdens een luchtaanval op 6 december 1944.